# 谢温
谢温(?—406年10月)，字长仁，陈郡阳夏人，谢奕曾孙，谢璵之子。夫人琅邪王氏，是王羲之之子王凝之的孙女，王简之的女儿。谢温有墓志出土于南京雨花台区谢氏家族墓地
。 